# Piriqueta densiflora
Piriqueta densiflora är en passionsblomsväxtart som beskrevs av Ignatz Urban. Piriqueta densiflora ingår i släktet Piriqueta och familjen passionsblomsväxter. Utöver nominatformen finns också underarten P. d. goiasensis.